# Ien Dales
Catharina Isabella Dales, dite Ien Dales, née le 18 octobre 1931 à Arnhem et morte le 10 janvier 1994 à Utrecht, est une femme politique néerlandaise membre du Parti travailliste (PvdA).

## Biographie

### Jeunesse et formation
Elle adhère au PvdA en 1968.

### L'ascension au début des années 1980
Le 11 septembre 1981, elle est nommée secrétaire d'État du ministère des Affaires sociales et de l'Emploi, alors dirigé par le chef politique du PvdA Joop den Uyl, dans le cabinet Van Agt II. La coalition au pouvoir se rompt le 29 mai 1982. Aux élections anticipées qui suivent en novembre, elle est élue députée à la Seconde Chambre. Moins de six mois plus tard, en avril 1983, elle est désignée seconde vice-présidente du PvdA.

### De la mairie de Nimègue au gouvernement
Devenue seule vice-présidente du Parti du travail entre novembre et novembre 1986, elle est nommée le 16 mai 1987 bourgmestre de la ville de Nimègue. C'est la première fois qu'une femme prend la direction de la commune.
Elle démissionne le 7 novembre 1989, jour de son entrée au gouvernement. Dans la grande coalition du chrétien-démocrate Ruud Lubbers, elle exerce la fonction de ministre des Affaires intérieures. Là encore, elle est la première femme titulaire de ce poste. Avec le ministre de la Justice Ernst Hirsch Ballin, elle fait adopter et mettre en œuvre une série de lois contre les discriminations.

### Un décès brutal
Le 10 janvier 1994, elle est victime d'une crise cardiaque chez elle à Utrecht et y succombe. Ce décès brutal choque l'opinion publique. Elle est enterrée à Arnhem.